# Poet

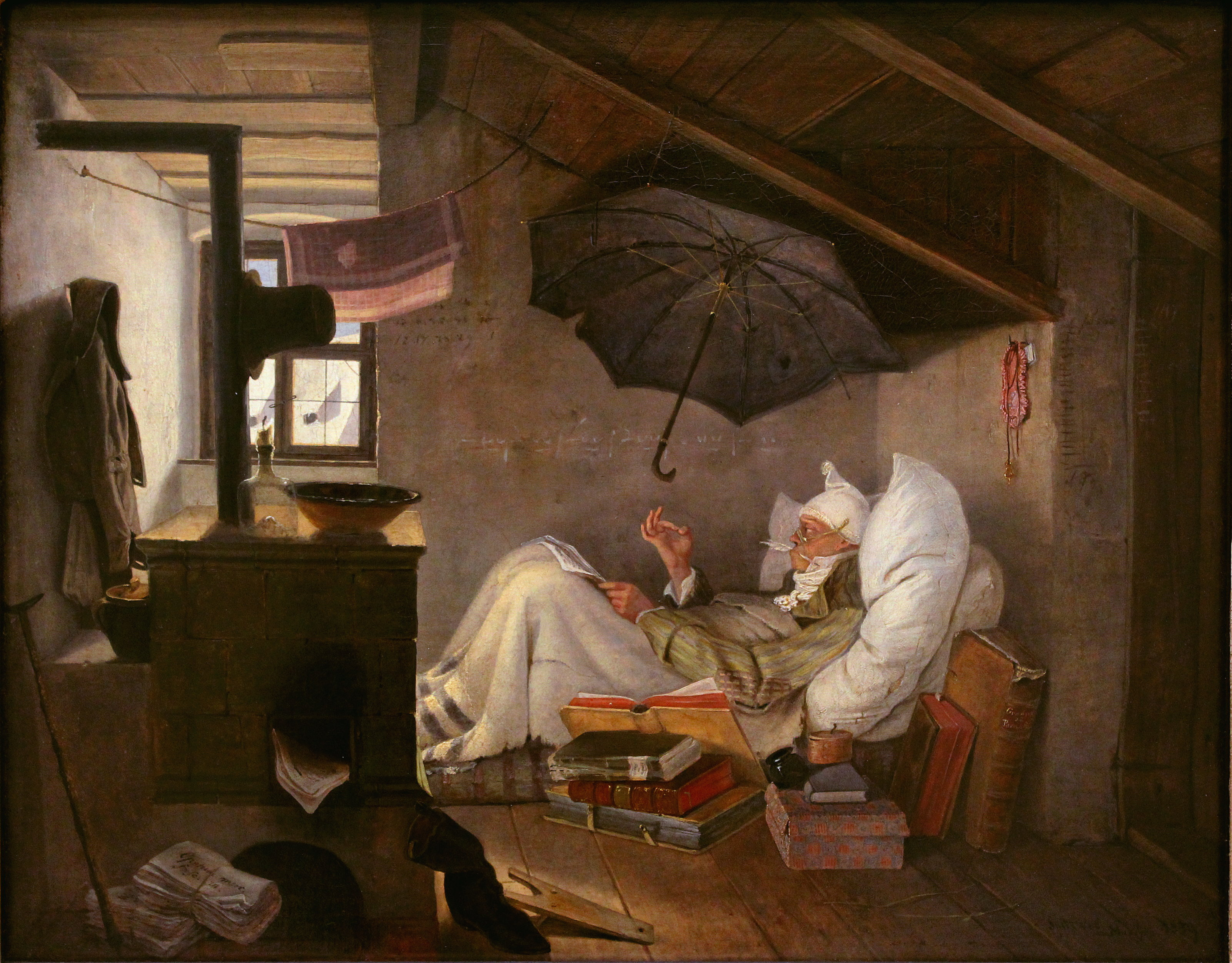
Carl Spitzweg: „Poetul sărac“

Poet este un autor care compune versuri. Prin secolul XVIII și secolul XIX denumirea de „poet” în teritoriile locuite de germani era privită cu ironie.  Adesea , termenul era identificat cu „amant” care recită versuri sub fereastra iubitei. Astfel, în germană poetul serios este denumit „dichter”, fiind apreciat ca orice autor de operă literară de altă natură.
Din punct de vedere etimologic „poet” provine din limba greacă („poietes” sau în  latină „poeta” înseamnă  „cel care compune opere literare”). Până în secolul XVIII erau numiți poeți cei care compuneau versuri pentru opere muzicale, dar treptat aceștia vor fi numiți „libretiști”.